# Stepperbike
Ein Stepperbike (auch Streetstepper oder Stepperrad) ist eine Kombination aus Fahrrad und Stepper.
Stepperbikes haben keinen Sattel, der Fahrer steht stattdessen auf den für den Antrieb genutzten Trittbrettern. Optisch ähnelt das Sportgerät daher einem Tretroller.
Die abwechselnde Auf- und Abbewegung der Trittbretter werden mit einem speziellen Getriebe in eine Vorwärtsbewegung umgewandelt.